# Kazerne Majoor Géruzet

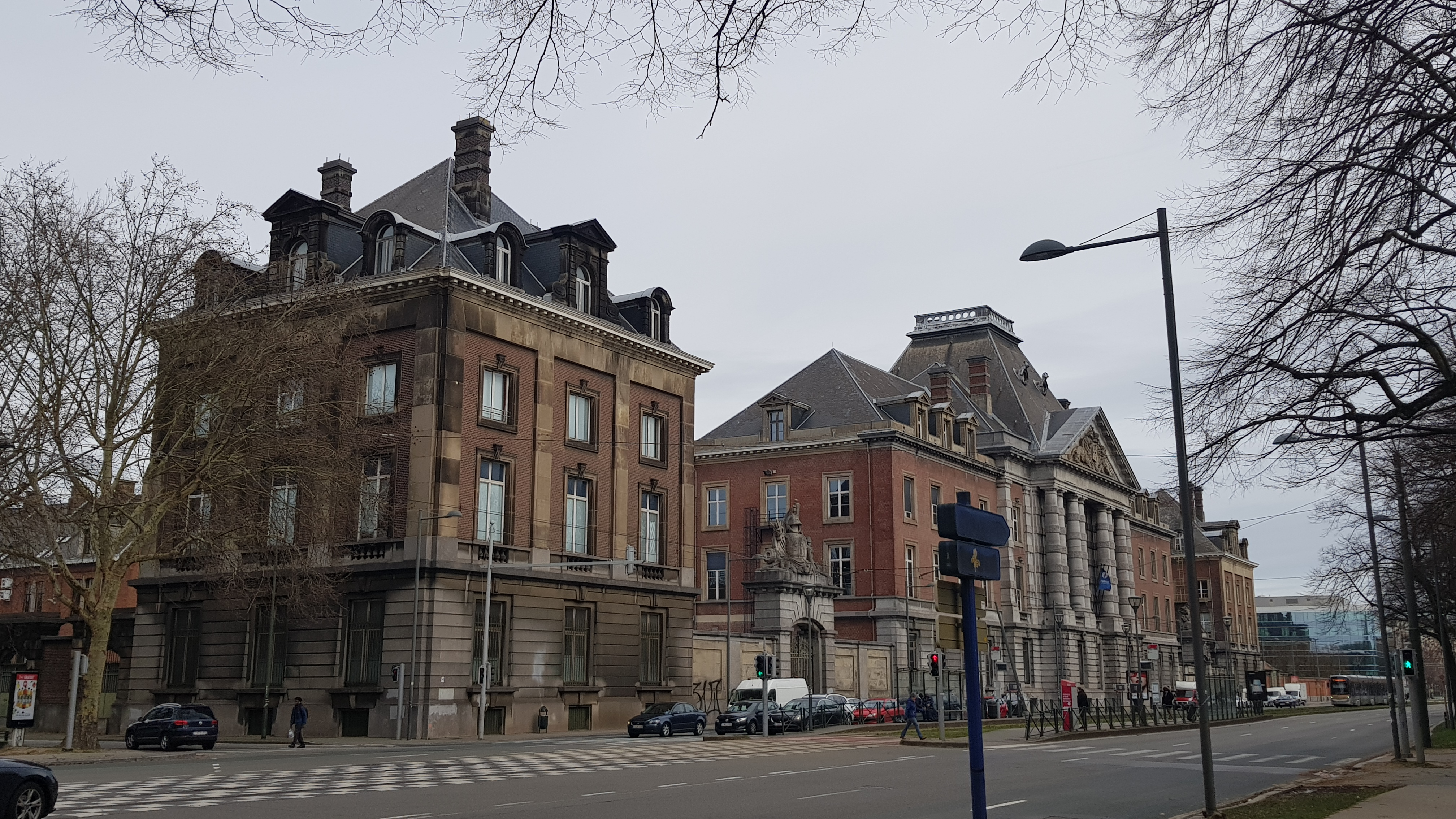
De kazerne aan de Generaal Jacqueslaan

De Kazerne Majoor Géruzet (Frans: Caserne Major Géruzet) is een voormalige kazerne van de Belgische strijdkrachten te Etterbeek uit 1882, gelegen ten zuidoosten van het Brusselse stadscentrum.

## Geschiedenis
Naast de "eerste" cavaleriekazerne, de kazerne Luitenant-generaal Baron de Witte de Haelen, werd al heel vlug een "tweede" cavaleriekazerne gebouwd en dit volgens hetzelfde bouwplan en op een bijna identiek rechthoekig grondplan. De kazerne werd na de Eerste Wereldoorlog vernoemd naar Majoor Stafbrevethouder Ivan Albert Géruzet, een artillerieofficier die aan de IJzer sneuvelde door obusscherven tijdens de eerste Duitse gasaanval.
De twee kazernes bestaande uit een dertigtal gebouwen vervingen de ondertussen verdwenen Annunciaten-ruiterijkazerne. Architect was Félix Pauwels, na diens dood in 1877 opgevolgd door zijn directe medewerker Otto Geerling. Beeldhouwwerk werd uitgevoerd door Charles Auguste Fraikin.
De kazerne was tot 1926 thuisbasis van de 2de Regiment Gidsen, maar werd daarnaast of later ook gebruikt door onder meer het 6de en 12de Regiment Artillerie, het Militair Instituut voor Lichamelijke Opvoeding, de Kadetten, de 4de Compagnie Militaire Politie, de Selectie- en Recruteringsdienst van de Luchtmacht en de Administratieve Wing van de Luchtmacht.

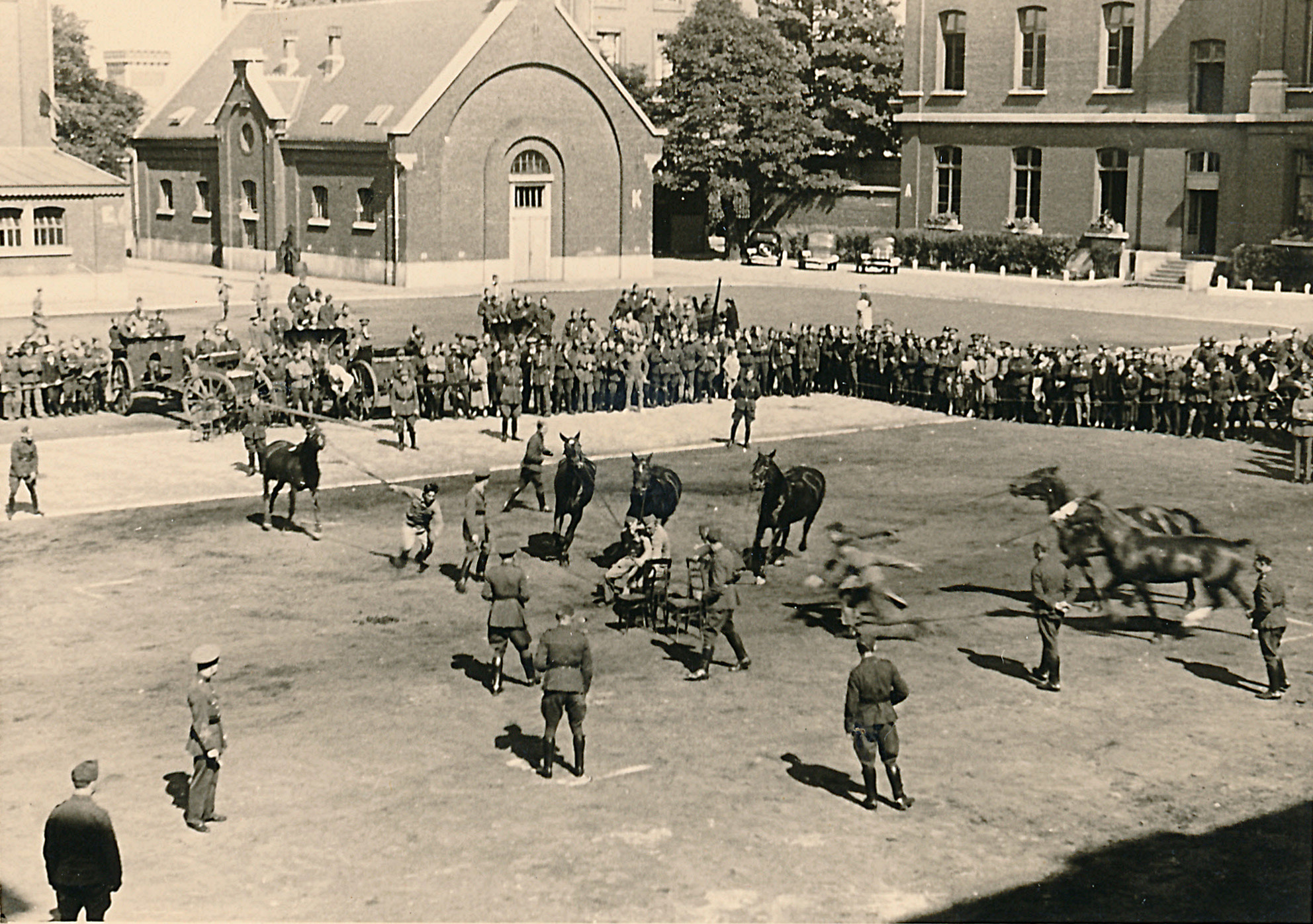
Ruiters oefenen op de binnenplaats van de Géruzet-kazerne tijdens de algemene mobilisatie van 1939.

Het geallieerde bombardement op Elsene trof de kazernes in 1943 zwaar. Het aantal slachtoffers onder de Duitse soldaten is nooit bekendgemaakt, maar in de kelders stierven 27 gevangenen. In 1946 werd op de fusilladeplaats van de kazerne August Borms terechtgesteld.
Later ging de kazerne over naar de Rijkswacht die later overging in de federale politie. In 2012 verhuisden een aantal politiediensten van de kazerne naar de site van het Rijksadministratief Centrum.

## Locatie
De kazerne Majoor Géruzet was zoals de buurkazerne gelegen tegenover het gelijktijdig aangelegde militaire oefenterrein van het garnizoen van Brussel.
Beide kazernes bevinden zich op het terrein van het voormalige Solbos, dat deel uitmaakte van de vroegere Koninklijke Jacht. Aan de voorzijde van de kazernes werd een brede laan aangelegd, de Militaire laan (de huidige Generaal Jacqueslaan en Louis Schmidtlaan) die de gebouwen met de Louizalaan moest verbinden; ze was grotendeels voltooid in 1895.
Langs beide kazernes liep een openbare weg die aan de uiteinden door een metalen hekken was afgesloten; links van de Kazerne de Witte de Haelen liep de ondertussen verdwenen “Dragonders van Latourlaan” en tussen de Kazerne Géruzet en het “Kozakkenkwartier”, liep de Maaskozakkenlaan.
Later werd op het militaire oefenterrein ten zuidoosten van de kazerne de Campus Etterbeek van de Vrije Universiteit Brussel gebouwd. Ten zuidwesten van de kazerne ligt het station Etterbeek.

## Bouw
De kazerne werd gebouwd tussen 1878 en 1882. Het complex werd later in fasen uitgebreid met gebouwen vóór en even na WO I en vanaf de jaren 1950 was er afbraak of renovatie van oude gebouwen en kwam er nieuwbouw.